# Leónidas Plaza Gutiérrez

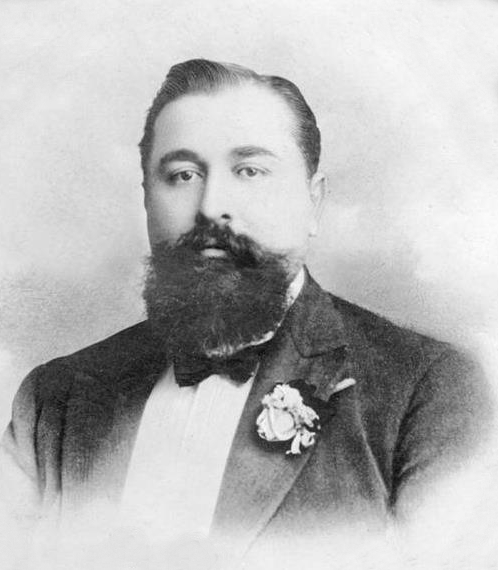
Leónidas Plaza Gutiérrez

Leónidas Plaza Gutiérrez (* 18. April 1865 in Charapotó, Manabí; † 1932 in Huigra, Chimborazo) war ein ecuadorianischer Militär und Politiker und vom 1. September 1901 bis 31. August 1905 und vom 1. September 1912 bis 31. August 1916 Präsident seines Landes. Zwischen 1905 und 1906 vertrat er sein Land als Botschafter in den Vereinigten Staaten.
Er war ein Anhänger von Eloy Alfaro und dessen Liberaler Partei, vertrat diesen nach dessen Ansicht aber nicht gut. Seine zweite Präsidentschaft beendete die Unruhen nach der Ermordung Alfaros, wurde ihrerseits aber von einem Aufstand in der Provinz Esmeraldas, der von 1913 bis 1916 dauerte, erschüttert.